# قطعنامه ۶۳۳ شورای امنیت
قطعنامه ۶۳۳ شورای امنیت سازمان ملل متحد که در تاریخ ۳۰ مه ۱۹۸۹ تصویب شد، سندی بین‌المللی دربارهٔ اسرائیل-جمهوری عربی سوریه است. این قطعنامه طی نشست ۲۸۶۲ام با ۱۵ رای موافق، ۰ مخالف و ۰ ممتنع تصویب شد.